# EPSXe
ePSXe es un emulador freeware de la consola de videojuegos PlayStation que logra emular la mayoría de los videojuegos del sistema original, pudiendo ejecutar videojuegos desde el CD o bien desde una imagen del mismo. Para su uso se requiere de plugins, que son bibliotecas de software para el manejo de gráficos, la entrada de cdrom y la emulación del sonido. Su primer lanzamiento fue el 14 de octubre de 2000.
El emulador ePSXe requiere el uso de plugins para emular la GPU, SPU y las funciones de entrada del CD-ROM, establecidas primeramente por el emulador PSEmu/PSEmu Pro. Antes de la versión 1.9.25, ePSXe también requiere el uso de un archivo BIOS dumpeado de una consola PlayStation. Para evitar problemas legales, como es ilegal incluirlo o implementarlo, dicho archivo tiene que conseguirse separadamente del emulador. A pertir de la versión 1.9.25, se agregó el modo HLE, que no necesita más del BIOS, pero la compatibilidad es más baja que al elegir el BIOS oficial.
ePSXe puede funcionar desde CD e incluso desde imágenes de CD contenidas en el disco duro. Quitando alguna excepción, es capaz de emular perfectamente cualquier juego de PlayStation. Por supuesto, depende de los plugins utilizados y de como hayan sido configurados.

## Requisitos mínimos
Los requisitos mínimos provienen de la versión 2.0.
PC
- CPU:800 MHz (se recomienda Dual-Core).
- RAM: 256 MB (1 GB o más es recomendado).
- Video: Soporte nativo a la aceleración 3D con soporte a Direct3D 8 (solo Windows) u OpenGL 1.0 (se recomienda 2.0 y shaders GLSL).
- OS: Windows XP SP3 o superior, MAC (solo 64 bits) o Linux.
- DirectX (Solo Windows): DirectX 8 o más alta, con soporte Direct3D.
- CD-ROM: 16x o más rápida

Android
- Procesador: ARM o x86 (Intel Atom)
- Versión: 2.3 o superior (desde v2.0.14)

## Tabla de versiones
Nota: Esta tabla es solo para Windows.
| Versión | Funciones                                                            |
| ------- | -------------------------------------------------------------------- |
| 1       | Lanzamiento inicial                                                  |
| 1.2     | Soporte para savestates                                              |
| 1.4     | Asistente de configuración                                           |
| 1.5     | Soporte nativo para parches FFP                                      |
| 1.6     | Mejoras en la emulación de CD-ROM                                    |
| 1.7     | Reescritura de codec MDEC                                            |
| 1.8     | Soporte para trampas                                                 |
| 1.9     | Corrección de errores                                                |
| 1.9.25  | Soporte de bios HLE                                                  |
| 2       | Multi-idioma: solo disponible en japonés, inglés, español e italiano |
| 2.0.2   | Multi-idioma: se agrega francés y ruso                               |
| 2.0.2-1 | Multi-idioma: se corrige los cuelgues al escoger ruso                |
| 2.0.5   | Corrección de ROMs mayores a 2 GB                                    |

## Plugins
ePSXe utiliza un sistema de plugins, inventado por PSEmu. Este sistema permite a usuarios y desarrolladores ajenos al emulador programar y utilizar sus propios plugins (añadidos requeridos para que ePSXe pueda funcionar). ePSXe permite plugins que emularán la GPU, (unidad que se encarga de generar los gráficos) SPU, (Para la música y los efectos de sonido) y el lector de CD-XA del sistema.
- GPU: Los plugins que emulan este componente funcionan Direct3D, OpenGL, Glide, XVideo, MesaGL o renderización por Software. Destacan, entre otros, los plugins de Pete Bernert.
- SPU: Para sistemas Windows, todos funcionan bajo DirectSound, y algunos más antiguos bajo MIDAS. En el caso de los sistemas que funcionan bajo Linux, encontramos plugins para ALSA y OSS.
- CD-ROM: ePSXe incorpora sus propios plugins para ASPI en el caso de sistemas Windows 95/98/ME, e iocontrol para sistemas Windows NT/2000/XP/Vista/7. Entre las mejores alternativas encontramos, de nuevo, los plugins de Pete Bernert y el de SaPu, los cuales permiten hasta siete tipos diferentes de lectura.

## Reinicio de actividades
En el sitio web oficial del emulador se anunció el 5 de abril de 2008 que el equipo de diseño ya había reiniciado las actividades de desarrollo, ya que estas estuvieron en pausa por casi cinco años.
El 30 de agosto de 2012 el equipo anunció que la actualización 1.8.0 del emulador estaba casi terminada y en fase de testeos. Afirmando así que el proyecto aún estaba en pie luego de 4 años sin ninguna noticia.
El 9 de noviembre de 2012 la versión del emulador 1.8.0 ya se encontraba en la sección de descargas de la página oficial, aunque hasta ahora solo ha salido la versión para Windows, dicha versión cuenta con muchos defectos arreglados entre los que cabe mencionar el del cambio de CD cuando se jugaba con imágenes ISO, también trajo muchas mejoras entre las que destaca la compatibilidad con muchos más juegos y la velocidad de la emulación.